# بشارت (قرة باشلو)
بشارت (بالفارسية: بشارت) هي مستوطنة تقع في إيران في قسم قرة باشلو الريفي. يقدر عدد سكانها بـ 479 نسمة .